# Второй одесский авангард
Второй одесский авангард (Одесская школа неофициального искусства; Одесская «вторая волна») — общность художников-нонконформистов, сложившаяся в Одессе второй половины XX века.

## История явления
У истоков «второго одесского авангарда», по мнению искусствоведов, стоял Олег Соколов. Точкой же отсчёта «одесского нонконформизма» стал 1967 год, когда молодые художники Валентин Хрущ и Станислав Сычёв организовали «Заборную выставку» своих работ «Сычик+Хрущик» на заборе одесского Оперного театра. Эта выставка продолжалась всего три часа. Так началось движение советского неофициального искусства.
Художники, воплощавшие «чуждую» культуру нашли выход к зрителю через «квартирные выставки». Пик активности квартирных выставок пришелся на середину 1970-х. Примечательно, что это были не закрытые показы: двери квартир были открыты для всех желающих, и эти выставки собирали множество зрителей.
Ядром движения одесского нонконформизма стали: Александр Ануфриев, Валерий Басанец, Виктор Маринюк, Владимир Стрельников, Станислав Сычёв, Валентин Хрущ, Людмила Ястреб. К этой основной группе, название которой дала Людмила Ястреб, — «нонконформисты», впоследствии присоединились Е. Рахманин, О. Волошинов, В. Цюпко. От московского неофициального искусства, «одесский нонконформизм» отличался отсутствием политизации, уходом в «чистое искусство», поиском эстетических форм самовыражения.
Самиздатовское издание 1980 года «Одесские художники» даёт перечень художников одесского авангарда: Валентин Хрущ, Евгений Рахманин, Николай Морозов, Владимир Цюпко, Игорь Божко, Александр Стовбур, Валерий Басанец, Михаил Ковальский, Сергей Князев, Владимир Наумец, Николай Степанов, Александр Дмитриев, Надежда Гайдук, Виталий Сазонов, Виктор Рисович, Михаил Черешня, Евгений Годенко, Руслан Макоев, Анатолий Шопин, Олег Соколов, Юрий Егоров, Александр Ануфриев, Владимир Стрельников, Виктор Маринюк, Людмила Ястреб.
Большинство участников группы в 1980-х годах эмигрировало, умерло или перебралось в Москву. На смену пришло новое поколение художников: Александр Ройтбурд, Василий Рябченко, Сергей Лыков, Елена Некрасова. Эта группа малоизвестных в «официальной» среде Союза художников и не связанная со средой неофициальной — «нонконформистской», провела в конце 1980-х две крупные резонансные выставки «После модернизма 1» и «После модернизма 2» в пространстве государственного учреждения — Одесского художественного музея. Тематика, сюжеты работ, их масштабные форматы положили начало нового направления в изобразительном искусстве Одессы. В промежутке между двумя вышеупомянутыми выставками состоялась выставка «Новые фигурации» в Одесском литературном музее, к участию в которой были привлечены молодые художники Киева. Это стало началом интеграции «одесской группы» в контекст актуального на тот период общеукраинского арт движения.